# Jean Loup Pivin
Jean Loup Pivin (né en 1951) est architecte, critique d’art, auteur de nombreuses recherches et essais sur les expressions contemporaines africaines et éditeur. Il est le fondateur de Revue Noire en 1991 et du BICFL, l'un des premiers bureau d'ingénierie culturelle en 1986 à Paris, et est connu pour ses architectures de terre au Mali et au Bénin.

## Biographie
C’est par l’architecture que Jean Loup Pivin s’ouvre d’une part aux cultures africaines depuis 1976 année où il séjourne au Mali mais aussi s’implique dans "le mouvement de l’ensemble des  formes" des arts plastiques à la photographie, de l’architecture au cinéma, de la danse au théâtre, avec la création de Revue Noire en 1991, revue internationale qui aura un rôle majeur sur la création contemporaine africaine et sa diffusion dans le monde.  
Diplôme d’architecture de l'École nationale supérieure des Beaux-arts, UP6, en 1976. Rédigée avec Pascal Martin Saint Léon, sa thèse passée devant Roland Barthes et Michel Vernes s'intitule : Certitudes dispersées. Jean-Loup Pivin et Pascal Martin Saint Léon créent leur propre agence à Paris en 1977. En 1981 Ils réalisent le Musée National du Mali en terre stabilisée — premier bâtiment en terre sans structure béton qui recevra une garantie décennale —, puis le Centre Culturel Français de Bamako en 1982. Dans ce cadre, ils seront exposés à la deuxième Biennale d’architecture de Venise en 1982 ainsi qu’à l’exposition du Centre Pompidou à Paris « Architectures de terre ». Ils restaureront le Palais Homne de Porto-Novo, toujours en terre et bien d’autres bâtiments de l’architecture coloniale. 
Pendant ces années 1980, il sillonne l’Afrique, plus de 20 pays comme « expert » en matière de politique culturelle et de projets patrimoniaux pour l’ancien Ministère de la Coopération devenu Ministère des Affaires Étrangères. C’est dans ce cadre qu’il rencontre de nombreuses personnalités africaines des mondes intellectuel, artistique et politique avec la volonté de participer aux cultures urbaines africaines. Et c’est ainsi que l’idée de créer expositions, films et revue capables de montrer la création d’aujourd’hui dans tous les domaines de création en Afrique prend corps. En écartant les exotismes, le regard du voyageur, et en affirmant une vitalité toute contemporaine s’inscrivant dans les grands mouvements mondiaux. Pendant ces mêmes années, il s'intéresse particulièrement à la réalisation de lieux culturels : musées, centre culturels, théâtres, bibliothèques et monuments historiques. C’est dans ce cadre Il fonde en 1986 un des premiers bureaux d’ingénierie culturelle en France : BICFL.
Ce titre "Bureau d'ingénierie culturelle de la fête et des loisirs" (BICFL) vient d’une étude très lourde que lui confia en 1985 le Ministère français de la Culture sur la Fête Foraine en France. Le bureau s’appelle plus abstraitement aujourd’hui BICFL. En tant qu’architecte, il s’aperçoit que l’amont des projets culturels n’est pas ou très peu pensé et qu’avant même les phases de programmation technique, il est important de bien cerner quel projet doit être construit pour une ville, un pays, dans quelles conditions artistiques, économiques il doit être construit puis géré. La culture, selon Pivin n’est pas une « danseuse » sans prix mais elle a un rôle essentiel dans le développement urbain, dans le développement économique et touristique, que son lien avec les loisirs est essentiel, et qu’il ne s’agit pas « d’un supplément d’âme », mais bien d’un acteur qui doit s’impliquer dans le développement social d’un territoire, le plus petit ou plus grand soit-il. Il crée en 1991 Revue Noire avec Simon Njami, Pascal Martin Saint Léon et Bruno Tilliette dont il reste le directeur jusqu’à présent. 
En 2002 il est le concepteur des festivités et de la cérémonie d’ouverture de la Coupe d'Afrique des Nations de football qui s'est déroulée à Bamako. Réalisation de la 2° tranche – 20 ans après – du Musée national du Mali et du Conservatoire des Arts et Métiers Multimédia de Bamako. Cinq après en 2007 il se voit confier la direction artistique pour le Musée du Quai Branly de la Biennale des Images du Monde, Photoquai. En 2009, il est le concepteur et programmateur du Mémorial ACTe, centre caribéen d’expression et de mémoire de la traite et de l’esclavage, Pointe-à-Pitre.